# Moving On
Moving On — шестой сингл третьего альбома Asking Alexandria From Death to Destiny, выпущенный 29 июля 2014 года.. Это последний сингл c Дэнни Уорснопом до его ухода из группы 23 января 2015 года.

## О песне
В интервью Blabbermouth гитарист Бэн Брюс прокомментировал видео следующими словами: 

«Впервые в нашей карьере мы демонстрировали себя такими, какие мы есть. Никаких наркотиков, алкоголя, никаких вечеринок, никакого обмана в клипе. Все пятеро из нас совершенно уязвимы. Неважно по каким причинам вы вдалеке от людей которых любите, о которых заботитесь, всё это тяжело и тащит вас вниз. К счастью у нас есть много невероятных поклонников, которые любят нас, поддерживают и помогают нам в трудные времена. Я надеюсь, что этот клип даёт вам заглянуть в наш мир. Спасибо за неизменную поддержку.»

## Клип
Клип на песню вышел 29 августа 2014 года. В клипе показывается группа, находящаяся в туре. Между кадрами концертов так же появляются встречи участников групп со своими семьями, которые держат в руках таблички с надписями вроде «I’ll be home soon, I love you», «Thinking of you always», «Miss you so much», а также нарезки, где участники группы курят, пьют или даже плачут. Ни одна сцена из клипа не является постановочной.
Также в клипе можно увидеть Мэтта Хифи из Trivium и Ice-T.

## Стиль и критика
Песня исполнена в жанре классической хеви-металлической баллады 1980-х. Песня подвергалась критике со стороны некоторых фанатов, которые требовали, что бы Asking Alexandria начали снова играть металкор. Они критиковали и новый стиль вокала Дэнни, обвиняя, что он «пропил» его.
Однако, песня была хорошо оценена фанатами метала 80-х годов.

## Чарты
На сегодняшний день Moving On является самой успешной песней группы. Песня достигла #6, в Mainstream Rock Songs.
| Chart (2014)                         | Peak position |
| ------------------------------------ | ------------- |
| US Mainstream Rock Songs (Billboard) | 6             |
| US Hot Rock Songs (Billboard)        | 44            |
| US Rock Airplay (Billboard)          | 28            |

## Список композиций
Вся музыка написана Asking Alexandria.
| №                   | Название               | Длительность |
| ------------------- | ---------------------- | ------------ |
| 1.                  | «Moving On»            | 4:18         |
| 2.                  | «Moving On (acoustic)» | 4:18         |
| Общая длительность: | Общая длительность:    | 4:18         |

## Персонал
- Дэнни Уорсноп — вокал, акустическая гитара
- Бен Брюс — соло-гитара
- Джеймс Касселс — барабаны
- Камерон Линделл — ритм-гитара
- Сэм Бэтли — бас-гитара